# قائمة الهرمونات البشرية
يضم جسم الإنسان مجموعة هائلة من الهرمونات أو الحواث والتي تقوم بوظائف مختلفة.

## القائمة
فيما يلي قائمة الهرمونات الموجودة في الإنسان العاقل:
| المركب                           | الاسم                                                 | الاختصار       | النسيج                                                                       | الخلية                                                                                           | المستقبلات               | الانسجة المستهدفة | التأثير |
| -------------------------------- | ----------------------------------------------------- | -------------- | ---------------------------------------------------------------------------- | ------------------------------------------------------------------------------------------------ | ------------------------ | ----------------- | --- |
| أمين - التربتوفان                | ميلاتونين (N-acetyl-5-methoxytryptamine)              | MT             | الغدة الصنوبرية                                                              | الخلية الصنوبرية                                                                                 |                          |                   | مضاد تأكسد وتسبب النعاس |
| أمين - التربتوفان                | سيروتونين                                             | 5-HT           | الجهاز العصبي المركزي (CNS), الجهاز الهضمي                                   | خلية الكرومافينية الداخلية                                                                       |                          |                   | ضبط المزاج، والشهية، والنوم |
| أمين - التيروسين                 | ثيروكسين أو (رباعي يودوثيرونين) (هرمون الغدة الدرقية) | T4             | الغدة الدرقية                                                                | خلاية الغدة الدرقية الطلائية                                                                     | مباشرة                   |                   | تأثير قليل من هرمون الغدة الدرقية: زيادة معدل الأيض الأساسي والحساسية للالكاتيكولامينات، يؤثر على إنتاج البروتين |
| أمين - التيروسين                 | ثلاثي يودوثيرونين (هرمون الغدة الدرقية)               | T3             | الغدة الدرقية                                                                | خلاية الغدة الدرقية الطلائية                                                                     | مباشرة                   |                   | تأثير قوي من هرمون الغدة الدرقية: زيادة معدل الأيض الأساسي والحساسية للالكاتيكولامينات، يؤثر على إنتاج البروتين |
| أمين - التيروسين (الكاتيكولامين) | أيبينفرين (أو الأدرينالين)                            | EPI            | لب الكظر                                                                     | خلية الكرومافين                                                                                  |                          |                   | الاستجابة للكر والفر: يعزز إمدادات الأوكسجين والجلوكوز إلى المخ والعضلات (عن طريق زيادة معدل ضربات القلب والسكتة الدماغية، توسع الأوعية، تحفيز زيادة الجليكوجين في الكبد، توزيع الدهون في الخلايا الدهنية، توسع بؤبؤ العين، قمع الحالات الجسدية الغير طارئة (كالهضم), قمع نظام المناعة. |
| أمين - التيروسين (الكاتيكولامين) | نورإبينفرين (أو نورأدرينالين)                         | NRE            | لب الكظر                                                                     | خلية الكرومافين                                                                                  |                          |                   | الاستجابة للكر والفر: يعزز إمدادات الأوكسجين والجلوكوز إلى المخ والعضلات (عن طريق زيادة معدل ضربات القلب والسكتة الدماغية، انقباض الأوعية وزيادة ضغط الدم، توزيع الدهون في الخلايا الدهنية، توسع بؤبؤ العين، قمع الحالات الجسدية الغير طارئة (كالهضم), قمع نظام المناعة، زيادة استعداد العضلات الهيكلية. |
| أمين - التيروسين (الكاتيكولامين) | دوبامين (هرمون تثبيط البرولاكتين)                     | DPM, PIH or DA | الكلى، الوطاء او تحت المهاد                                                  | خلايا الكرومافين في الكلى الخلايا العصبية الدوبامين من النواة المقوسة تحت المهاد                 |                          |                   | زيادة معدل ضربات القلب، وضغط الدم كبح تحرير البرولاكتين والهرمون المطلق لموجهة الدرقية من الغدة النخامية الأمامية. |
| ببتيد                            | هرمون انتي مولر (عامل تثبيط هرمون مولر)               | AMH            | الخصيتين                                                                     | خلية سيرتولي                                                                                     |                          |                   | كبح تحرير البرولاكتين والهرمون المطلق لموجهة الدرقية من الغدة النخامية الأمامية |
| ببتيد                            | اديبونيكتين                                           | Acrp30         | الأنسجة الدهنية                                                              |                                                                                                  |                          |                   | |
| ببتيد                            | الهرمون الموجه لقشر الكظر أو (الموجهة القشرية)        | ACTH           | النخامية الأمامية                                                            | خلية الموجه القشري                                                                               | cAMP                     |                   | تكوين الكورتيزون (جلايكورتيكود والأندروجين) في الخلايا القشرية الكظرية |
| ببتيد                            | أنجيوتينسينوجين وأنجيوتنسين                           | AGT            | الكبد                                                                        |                                                                                                  | IP3                      |                   | الإفراج عن تضيق الأوعية للألدوستيرون من القشرة الكظرية ومسبب للعطش. |
| ببتيد                            | فازوبرسين أو انتيديورتك (الهرمون المضاد لإدرار البول) | ADH            | النخامية الخلفية                                                             | خلايا الإفراز العصبية الصغيرة في الوطاء خلايا الإفراز العصبية الكبيرة في الغدة النخامية الخلفية  | varies                   |                   | احتباس الماء في الكليتين، معتدل تضيق الأوعية الإفراج عن (هرمون موجه لقشرة الكظر) في الغدة النخامية الأمامية |
| ببتيد                            | الببتيد الأذيني الطارح للصوديوم (أو اتريوببتيد)       | ANP            | القلب                                                                        |                                                                                                  | cGMP                     |                   | |
| ببتيد                            | كالسيتونين                                            | CT             | الغدة الدرقية                                                                | الخلية المجاورة للجريب أو (خلية C)                                                               | cAMP                     |                   | بناء العظام، والحد من الكالسيوم في الدم |
| ببتيد                            | كوليسيستوكينين                                        | CCK            | الإثنا عشري                                                                  |                                                                                                  |                          |                   | "الإفراج عن الإنزيمات الهضمية من البنكرياس الإفراج عن عصارة المرارة القامع للجوع" |
| ببتيد                            | الهرمون المحرر لموجهة القشرة                          | CRH            | الوطاء أو تحت المهاد                                                         |                                                                                                  | cAMP                     |                   | الإفراج عن (هرمون موجه لقشرة الكظر) من النخامية الأمامية |
| ببتيد                            | إريثروبويتين                                          | EPO            | الكلى                                                                        | الخلايا المسراقية للكبيبيات الاضافية                                                             |                          |                   | تحفيز إنتاج كرات الدم الحمراء |
| ببتيد                            | هرمون محفز للجريب                                     | FSH            | النخامية الأمامية                                                            | خلية موجهة للغدد التناسلية                                                                       | cAMP                     |                   | في الأنثى: يحفز نضج حويصلات غراف في المبيض. في الذكر: الحيوانات المنوية، ويعزز إنتاج بروتين الاندروجين ملزم من قبل خلايا سيرتولي في الخصيتين. |
| ببتيد                            | جاسترين                                               | GRP            | المعدة، الإثنا عشري                                                          | خلايا G                                                                                          |                          |                   | إفراز حمض المعدة بواسطة الخلايا الجدارية |
| ببتيد                            | الغريلين                                              |                | المعدة                                                                       | خلايا P/D1                                                                                       |                          |                   | تحفيز الشهية، وإفراز هرمون النمو من الغدة النخامية الأمامية |
| ببتيد                            | غلوكاغون                                              | GCG            | البنكرياس                                                                    | خلايا الفا                                                                                       | cAMP                     |                   | تحلل الغليكوجين واستحداث السكر في الكبد يزيد مستوى السكر في الدم |
| ببتيد                            | الهرمون المحرر لموجهة الغدد التناسلية                 | GnRH           | الوطاء أو تحت المهاد                                                         |                                                                                                  | IP3                      |                   | الإفراج عن (الهرمون المنبه للجريب) و (LH) من الغدة النخامية الأمامية. |
| ببتيد                            | الهرمون المحرر لهرمون النمو                           | GHRH           | الوطاء أو تحت المهاد                                                         |                                                                                                  | IP3                      |                   | الإفراج (GH) من الغدة النخامية الأمامية |
| ببتيد                            | هرمون موجهة القند المشيمائية (هرمون الحمل)            | hCG            | المشيمة                                                                      | خلايا الأرومة الغاذية المخلوية                                                                   | cAMP                     |                   | تشجيع الحفاظ على الجسم الأصفر أثناء بداية الحمل وتمنع استجابة المناعة، من اجل الأجنة البشرية. |
| ببتيد                            | اللاكتوجين المشيمي البشري                             | HPL            | المشيمة                                                                      |                                                                                                  |                          |                   | زيادة إنتاج الإنسولين وعامل النمو شبيه الانسولين-1 زيادة مقاوم الانسولين وحساسية الكربوهيدرات. |
| ببتيد                            | هرمون النمو                                           | GH or hGH      | النخامية الأمامية                                                            | سوماتوتروب                                                                                       |                          |                   | تحفيز نمو وتكاثر الخلايا الإفراج عن عامل النمو الشبيه بالإنسولين 1 (IGF-1) من الكبد. |
| ببتيد                            | انهيبين                                               |                | الخصيتين، المبيضان، الجنين الحي                                              | خلايا سيرتولي من الخصيتين الخلايا الحبيبية في الخلايا الآكلة بالمبيض في الجنين                   | النخامية الأمامية        |                   | تثبيط إنتاج الهرمون المنبه للجريب (FSH) |
| ببتيد                            | إنسولين                                               | INS            | البنكرياس                                                                    | خلايا بيتا                                                                                       | تيروزين كيناز            |                   | إمتصاص الجلوكوز، تكون الغليكوجين والتحلل السكري للدم في الكبد والعضلات إمتصاص الدهنيات وتكوين الجليسريدات الثلاثية في الخلايا الدهنية وآثار ابتنائية أخرى. |
| ببتيد                            | عامل النمو شبيه الإنسولين (سوماتوميدين)               | IGF            | الكبد                                                                        | خلايا الكبد                                                                                      | تيروزين كيناز            |                   | يؤثر الشبيه بالإنسولين في تنظيم تكاثر الخلايا وتطورها. |
| ببتيد                            | لبتين                                                 | LEP            | الأنسجة الدهنية                                                              |                                                                                                  |                          |                   | خفض الشهية وزيادة التمثيل الغذائي. |
| ببتيد                            | هرمون اللوتنين                                        | LH             | النخامية الأمامية                                                            | خلية موجهة للغدد التناسلية                                                                       | cAMP                     |                   | في الأنثى: الإباضة في الذكر: يحفز خلايا لايديغ لإنتاج التستوستيرون. |
| ببتيد                            | هرمون المحفز للخلايا الميلانية (الصبغية)              | MSH or α-MSH   | النخامية الأمامية، الجزء الأوسط                                              | ميلانوتروب                                                                                       | cAMP                     |                   | تكون الميلانين بواسطة الخلايا الصباغية في الجلد والشعر. |
| ببتيد                            | أوركسين                                               |                | الوطاء أو تحت المهاد                                                         |                                                                                                  |                          |                   | تنبيه وزيادت استهلاك الطاقة، زيادة الشهية. |
| ببتيد                            | أوكسيتوسين                                            | OXT            | النخامية الخلفية                                                             | خلايا الإفراز العصبية كبير الخلايا                                                               | IP3                      |                   | يزيد تدفق حليب الام ويقلص عنق الرحم والمهبل يشارك في هزة الجماع، يزيد الثقة بين الناس. وتوازن الساعة البيولوجية (درجة حرارة الجسم، ومستوى النشاط، اليقظة) |
| ببتيد                            | هرمون الدريقات أو باراثورمون                          | PTH            | الغدة الدريقية                                                               | الخلايا الرئيسية للغدة الدريقية                                                                  | cAMP                     |                   | زيادة الكالسيوم بالدم: - تنشيط الخلايا الآكلة أوستيوكلاست بشكل غير مباشر - اعادة امتصاص الكالسيوم في الكلى - تنشيط فيتامين دي - خفض الفوسفات بالدم (قليلا): - تقليل إعادة الامتصاص في الكلى ولكن يزداد الامتصاص من العظام - تنشيط فيتامين دي. |
| ببتيد                            | برولاكتين (هرمون الحليب)                              | PRL            | النخامية الأمامية، الرحم                                                     | خلية موجهة لبنية من الغدة النخامية الأمامية الخلايا الساقطة للرحم                                |                          |                   | إنتاج الحليب في الغدد الثديية المتعة الجنسي بعد ممارسة الجنس. |
| ببتيد                            | ريلاكسين                                              | RLN            | الرحم                                                                        | الخلايا الساقطة                                                                                  |                          |                   | يساهم في استرخاء عضلات الحوض للحامل تمهيدا للولادة. |
| ببتيد                            | سكريتين                                               | SCT            | الإثنا عشري                                                                  | خلية S                                                                                           |                          |                   | إفراز البيكربونات من البنكرياس، الكبد وغدد برونر في الاثنى عشر. يعزز آثار الكوليسيستوكينين يوقف إنتاج العصارة المعدية. |
| ببتيد                            | سوماتوستاتين                                          | SRIF           | الوطاء أو تحت المهاد، جزر لانغرهانس، الجهاز الهضمي                           | خلايا دلتا في جزر خلايا الغدد الصم العصبية لنواة المحيطة بالبطين في تحت المهاد                   |                          |                   | يثبط افراز هرمون النمو وهرمون مطلق لموجهة الدرقية من النخامية الأمامية. كبح اطلاق هرمون جاسترين، كوليسيستوكينين (CCK)، سيكريتين، الموتيلين ، الببتيد المعوي الفعال في الأوعية (VIP)، عديد الببتيد المعدي المثبط (GIP)، غلوكاغون المعوي في الجهاز الهضمي. يخفض معدل التفريغ المعدى ويقلل من تقلصات العضلات الملساء وتدفق الدم في الأمعاء. يثبط افراز الهرمونات البنكرياسية ويمنع اطلاق الانسولين عندما يتم تحرير السوماتوستاتين من خلايا دلتا. يثبط افراز الغلوكاغون من خلايا ألفا يمنع الغدد خارجية الإفراز في البنكرياس. |
| ببتيد                            | ترومبوبيوتين                                          | TPO            | الكبد، الكلى، العضلات المخططة                                                | الخلية العضلية                                                                                   |                          | خلية نواء         | إنتاج الصفائح الدموية |
| ببتيد                            | هرمون منبه الدرقية (ثيروتروبين)                       | TSH            | النخامية الأمامية                                                            | الخلاية الحاثات الدرقية                                                                          | cAMP                     | الغدة الدرقية     | تفرز كل من هرمونات الغدة الدرقية (T4) وثلاثي اليودوثيرونين (T3) |
| ببتيد                            | الهرمون المطلق لموجهة الدرقية                         | TRH            | الوطاء أو تحت المهاد                                                         | نواة المحيطة بالبطين للوطاء                                                                      | IP3                      | النخامية الأمامية | الإفراج عن هرمون منبه الدرقية (بشكل أساسي) تحفيز إطلاق البرولاكتين |
| سترويد - القشريات السكرية        | كورتيزول                                              |                | قشر الكظر (الطبقة المتوسطة-المنطقة الحزمية والطبقة الداخلية-المنطقة الشبكية) |                                                                                                  | مباشرة                   |                   | تحفيز إنتاج الجلوكوز. تثبيط امتصاص الجلوكوز في العضلات والأنسجة الدهنية. استنفار الأحماض الأمينية من أنسجة خارج الكبد. تحفيز تكسير الدهون في الأنسجة الدهنية المضادة للالتهابات والمثبطة للمناعة. |
| سترويد - القشريات المعدنية       | ألدوستيرون                                            |                | قشر الكظر (الطبقة الخارجية-المنطقة الكبيبية)                                 |                                                                                                  | مباشرة                   |                   | زيادة حجم الدم عن طريق امتصاص الصوديوم في الكلى (بشكل أساسي). إفراز البوتاسيوم وأيون الهيدروجين في الكلى. |
| سترويد - الجنس (اندروجين)        | تستوستيرون                                            |                | الخصيتين                                                                     | خلية لايديغ                                                                                      | مباشرة                   |                   | الرغبة الجنسية الابتنائية: نمو الكتلة العضلية وقوتها، زيادة كثافة العظام والنمو والقوة. الذكورة: نضوج الأعضاء الجنسية، تشكل الصفن، خشونة للصوت، ونمو شعر اللحية وشعر الإبط وبروز تفاحة آدم |
| سترويد - الجنس (اندروجين)        | ديهيدروإيبيأندروستيرون                                | DHEA           | الخصيتين، المبيضان، الكلى                                                    | الطبقة الحزمية وخلايا الطبقة الداخلية لخلايا الكلى الخلايا القرابية للمبيض خلايا لايديغ للخصيتين | مباشرة                   |                   | الذكورة، الابتنائية. |
| سترويد - الجنس (اندروجين)        | أندروستنيديون                                         |                | الكظر، الغدد التناسلية                                                       |                                                                                                  | مباشرة                   |                   | ركيزة للإستروجين |
| سترويد - الجنس (اندروجين)        | ثنائي الهيدروتيستوستيرون                              | DHT            | متعدد                                                                        |                                                                                                  | مباشرة                   |                   | |
| سترويد - الجنس (استروجين)        | إستراديول                                             | E2             | اناث: المبيضان، الذكور: الخصيتين                                             | اناث:الخلايا الحبيبية ، ذكور: خلية سيرتولي                                                       | مباشرة                   |                   | الذكور: - منع استماتة الخلايا العروسية. إناث: في البناء: - تعزيز تشكل الخصائص الجنسية الثانوية للإناث. - تسريع عملية النمو الطولي. - تسريع عملية الأيض (حرق الدهون). - الحد من تكتل العضلات. - تحفيز نمو بطانة الرحم. - زيادة نمو الرحم. - المحافظة على الأوعية الدموية والجلد. - الحد من ارتشاف العظم، وزيادة تشكل العظام. تخليق البروتين: - زيادة إنتاج الكبد للبروتينات الرابطة. - زيادة البروتين الدهني المرتفع الكثافة-(HDL)، والجليسريد الثلاثي. تقليص البروتين الدهني المنخفض الكثافة-(LDL)، وترسب الدهون في التخثر: - زيادة مستوى السيولة لعوامل التخثر عامل 2، عامل 7،عامل 9، عامل 10، مضاد الثرومبين الثالث، مولد البلازمين - زيادة تماسك والتصاق الصفيحات الدموية. توازن السوائل: - احتباس الماء والملح (الصوديوم). - زيادة هرمون النمو - زيادة هرمون الكورتيزول، الغلوبيولين الرابط بالهرمون الجنسي-(SHBG). الجهاز الهضمي: - الحد من حركية الأمعاء. - زيادة الكولسترول في الصفراء. الميلانين: زيادة الفيوميلانين والحد من اليوميلانين. السرطان: - يدعم الهرمونات الحساسة لسرطان الثدي لقمع إنتاج الجسم لهرمون الاستروجين وهو علاج لهذه السرطانات. وظائف الرئة: - تعزيز وظيفة الرئة من خلال دعم الحويصلات الهوائية." |
| سترويد - الجنس (استروجين)        | إسترون                                                |                | المبيضان                                                                     | الخلايا الحبيبية، الخلايا الدهنية                                                                | مباشرة                   |                   | |
| سترويد - الجنس (استروجين)        | إستريول                                               |                | المشيمة                                                                      | الأرومة الغاذية المخلوية                                                                         | مباشرة                   |                   | |
| سترويد - الجنس (بروجستوجين)      | بروجستيرون                                            |                | المبيضان، الكظر، المشيمة (أثناء الحمل)                                       | الخلايا الحبيبية والخلايا القرابية للمبيض                                                        | مباشرة                   |                   | دعم الحمل: تحويل بطانة الرحم إلى مرحلة إفرازية لتجعل مخاط عنق الرحم سهل الاختراق من قبل الحيوانات المنوية. تثبيط استجابة جهاز المناعةتجاه الجنين. تقليص انقباض العضلات الملساء للرحم. تثبط الرضاعة عند المخاض. أخرى: - رفع مستوى عامل نمو البشرة-1. - زيادة مستويات درجة الحرارة الداخلية أثناء الإباضة. - الحد من تشنج واسترخاء العضلات الملساء (توسيع الشعب الهوائية وتنظيم المخاط) مضادة للالتهاب - الحد من نشاط المرارة - تطبيع تخثر الدم وتنظيم الأوعية الدموية، ثبات مستويات الزنك والنحاس ومستويات الأكسجين في الخلية. تحويل الدهون إلى طاقة. - مساعد في وظيفة الغدة الدرقية ونمو العظام بواسطة بانيات العظم. - المرونة في العظام والأسنان، اللثة، المفاصل، الاوتار، الاربطة والجلد. - الالتئام من خلال تنظيم الكولاجين. دعم وظائف الاعصاب بتضميد الجراح من خلال تنظيم الميالين ومنع الإصابة بسرطان بطانة الرحم من خلال تنظيم تأثير هرمون الاستروجين. |
| الستيرول                         | كالسيتريول (1,25-ثنائي هيدروكسي فيتامين د3)           |                | الجلد، الانيبيبة الملتفة القريبة للكلى                                       |                                                                                                  | مباشرة                   |                   | أحد الأشكال النشطة لفيتامين D3 زيادة امتصاص الكالسيوم والفوسفات من الجهاز الهضمي والكليتين توقف الإفراج عن هرمون الدريقات |
| الستيرول                         | كالسيديول (25- هيدروكسي فيتامين د3)                   |                | الجلد، الانيبيبة الملتفة القريبة للكلى                                       |                                                                                                  | مباشرة                   |                   | الشكل الخامل لفيتامين D3 |
| ايكوسانويد                       | بروستاغلاندين                                         | PG             | الحويصلة المنوية                                                             |                                                                                                  |                          |                   | |
| ايكوسانويد                       | لوكوترينز                                             | LT             |                                                                              | خلية الدم البيضاء                                                                                | مستقبل مقترن بالبروتين ج |                   | |
| ايكوسانويد                       | پروستاسيكلين                                          | PGI2           | البطانة                                                                      |                                                                                                  |                          |                   | |
| ايكوسانويد                       | الثرومبوكسان                                          | TXA2           |                                                                              | الصفائح الدموية                                                                                  |                          |                   | |
| ببتيد                            | الهرمون المحرر لهرمون البرولاكتين                     | PRH            | الوطاء أو تحت المهاد                                                         |                                                                                                  |                          |                   | إطلاق البرولاكتين من الغدة النخامية الأمامية |
| ببتيد                            | ليبوتروبين                                            | PRH            | النخامية الأمامية                                                            | خلية الموجه القشري                                                                               |                          |                   | تحلل الدهون وتوليد الستيرويد، ويحفز خلايا الميلانين لإنتاج الميلانين. |
| ببتيد                            | الببتيد الدماغي الطارح للصوديوم                       | BNP            | القلب                                                                        | عضلة القلب                                                                                       |                          |                   | يخفض ضغط الدم بدرجة أقل من (الببتيد الأذيني الطارح للصوديوم) عن طريق: خفض المقاومة الوعائية المجموعية، والحد من المياه، الصوديوم والدهون في الدم. |
| ببتيد                            | الببتيد العصبي-Y                                      | NPY            | المعدة                                                                       |                                                                                                  |                          |                   | يحرض الشهية وينقص من صرف الحريرات والنشاط البدني |
| أمين - الهستيدين                 | هستامين                                               |                | المعدة                                                                       | خلية معوية أليفة الكروم الشبيهة                                                                  |                          |                   | يحفز إفراز العصارة الهضمية |
|                                  | إندوثيلين                                             |                | المعدة                                                                       | خلايا X                                                                                          |                          |                   | تقليص العضلات الملساء في المعدة |
| ببتيد                            | عديد الببتيد البنكرياسي                               |                | البنكرياس                                                                    | خلايا عديد الببتيد البنكرياسي                                                                    |                          |                   | تنظيم ذاتي لإفرازات البنكرياس (الغدد الصماء والخارجية)، وتؤثر أيضا على مستويات الجليكوجين الكبدي وإفرازات الجهاز الهضمي. |
| ببتيد                            | رينين                                                 |                | الكلية                                                                       | الخلايا المجاورة للكبيبة                                                                         |                          |                   | تنشيط نظام رينين أنجيوتنسين من خلال إنتاج أنجيوتنسين-1 من مولد الأنجيوتنسين. |
| ببتيد                            | إنكيفالين                                             |                | الكلية                                                                       | الخلايا الأليفة للكروم                                                                           |                          |                   | تنظيم حس الألم |